# مونیخ (برند)
مونیخ (انگلیسی: Munich) شرکت تجهیزات ورزشی اسپانیایی است، که در سال ۱۹۳۹ توسط لوئیس برندا تأسیس شد.